# Essência floral

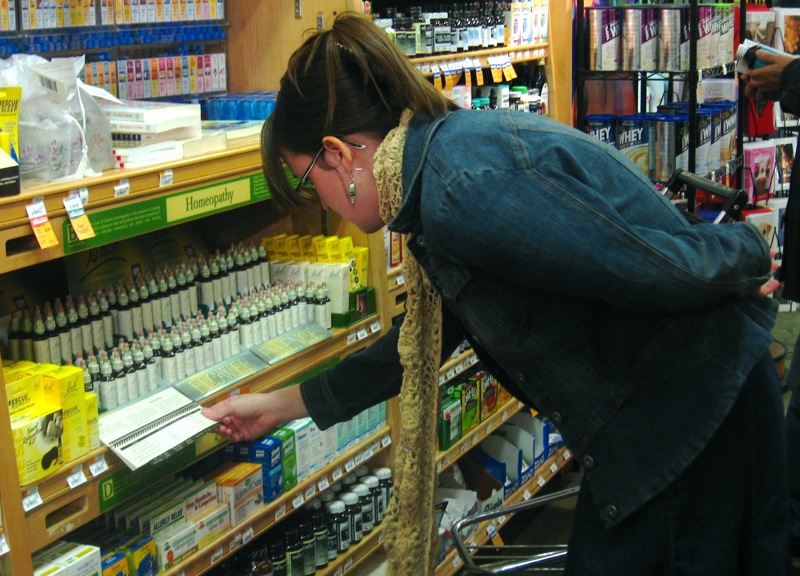
Mulher olhando para produtos homeopáticos e essências florais.

Essência floral, elixir floral ou florais de Bach é um tipo de tratamento pseudocientífico que utiliza soluções de brandy ou álcool e água contendo diluições extremas/extratos de flores ou outras partes de plantas, criados pelo médico e homeopata britânico Edward Bach (1886-1936) na década de 1930.
Os preparados normalmente se administram por via oral e não apresentam toxicidade para as doses habituais. Revisões sistemáticas de ensaios clínicos de soluções florais de Bach não encontraram evidência de eficácia.

## Descrição
As soluções das essências florais, chamadas de essência mãe, contém uma mistura de aproximadamente 50:50 de água e brandy. Frascos de estoque, que são os produtos vendidos em lojas, são diluições da essência mãe em outro líquido, normalmente em uma parte da essência mãe para algumas centenas de partes de brandy, resultando em uma graduação alcoólica entre 25 e 40%, embora existam preparações sem álcool. Estas soluções não apresentam nada do aroma ou sabor característicos da planta utilizada devido à forma como estes produtos são preparados. O processo de extração do princípio ativo resulta em água com algumas impurezas, e o processo de diluição praticado, semelhante ao da homeopatia, resulta em uma probabilidade estatística de que reste, em média, menos de uma molécula do princípio ativo em uma dose do produto. Proponentes desta forma de terapia afirmam que os remédios contém algo de natureza energética ou vibracional da flor e que isto promove resultados curativos, e florais são comumente chamados de essências vibracionais, o que indica que se baseiam no conceito pseudocientífico de memória da água.

## Eficácia
As essências florais não são reconhecidas pela comunidade médica internacional como uma forma de tratamento médico, e nem os cursos de medicina ministram esta matéria. A preponderância da evidência científica sugere que estes produtos não possuem eficácia além do efeito placebo.
Em uma revisão da base de dados de ensaios randomizados, Edzard Ernst concluiu que:
 A hipótese de que essências florais estão associadas com efeitos além do placebo não se suporta pelos dados de ensaios clínicos rigorosos.

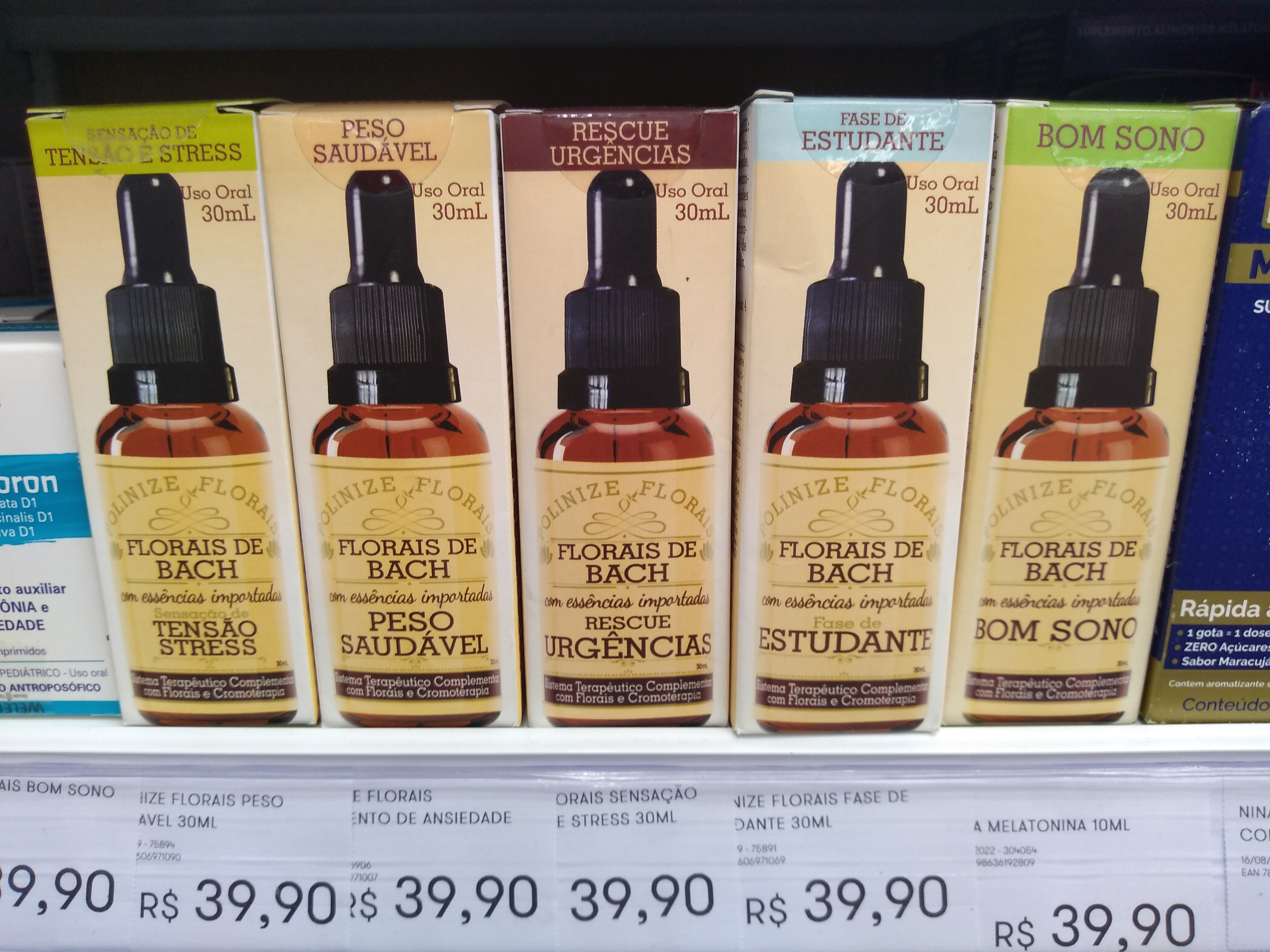
Produtos à venda na rede Drogasil em Ilhéus, BA, 2022.

Nesta revisão, verificou-se que os poucos estudos que apresentaram resultados positivos apresentavam falhas metodológicas sérias, como a ausência de grupo controle e vieses de seleção, não servindo portanto como evidências científicas favoráveis à terapia. 
Todos os estudos duplos-cegos randomizados, tanto os que apresentaram resultado positivo como negativo, sofreram de tamanho pequeno de coorte, mas os estudos metodologicamente mais adequados não encontraram resultado superior ao de um placebo.
Uma revisão sistemática publicada em 2009 concluiu que:
A maioria da evidência disponível sobre e eficácia e segurança dos florais de Bach apresenta alto risco de viés. Concluímos que, com base nos efeitos adversos relatados nestes seis ensaios, florais são provavelmente seguros. Poucos ensaios prospectivos de florais para problemas psicológicos e dor existem. Nossa análise dos quatro ensaios controlados de florias para ansiedade devido a provas e TDAH indica que não há evidência de benefício em comparação com a intervenção placebo.
Uma nova revisão sistemática publicada por Ernst em 2010 concluiu que:
Todos os ensaios controlados por placebo foram incapazes de demonstrar eficácia. Conclui-se que os ensaios clínicos mais confiáveis não mostram nenhuma diferença entre florais e placebos.
O mecanismo de ação mais provável para os florais é como placebos, amplificado pela introspecção sobre o estado emocional do paciente, ou simplesmente por ser ouvido pelo terapeuta. O ato de selecionar e tomar um remédio pode agir como um ritual calmante.

## Filosofia
Bach acreditava que as doenças eram causadas por um conflito entre os propósitos da alma e as ações e atitudes da personalidade. Esta guerra interior, conforme acreditava Bach, leva a humores negativos e a "bloqueios energéticos", supostamente levando à falta de "harmonia", e que a cura seria atingida ao se atingir esta harmonia entre alma e mente, o que erradicaria a própria causa básica das doenças.
As soluções foram desenvolvidas por Bach de forma intuitiva e com base na sua crença de possuir conexões psíquicas com as plantas, em vez de através de pesquisas baseadas em metodologias confiáveis. Se Bach sentisse uma emoção negativa, ele poria sua mão acima de diferentes plantas, e quando achava que uma delas causava algum tipo de alívio, ele atribuía o poder de curar aquele problema emocional àquela planta. Bach imaginou que a luz do sol matinal passando através de gotas de orvalho sobre as pétalas das flores transferia o poder durativo das flores para a água. então ele passou a coletar as gotas de orvalho das plantas e a preservá-lo com uma parte igual de brandy para produzir a essência mãe, que seria diluída antes do uso. Posteriormente, ao perceber que a quantidade de orvalho coletada era insuficiente, ele passou a suspender as flores em água de nascente e deixá-las expostas ao sol. Quando isto não era possível, por falta de luz solar ou outros motivos, ele escreveu que as flores podiam ser fervidas.
Bach ficou satisfeito com este método, por causa da sua simplicidade, e porque envolvia um processo que combinava os quatro elementos:
A terra para nutrir a planta, o ar do qual esta se alimenta, o sol ou fogo para transferir seu poder, e a água para coletar e se enriquecer com seu poder curativo magnético.

## Legislação brasileira
No Brasil, as essências florais não são consideradas medicamentos, drogas ou insumos farmacêuticos, não sendo regulamentados pela ANVISA. Essa classificação exime esses preparados de apresentarem comprovações de eficácia em tratamentos, mas também não permite que sejam apresentadas indicações terapêuticas, com finalidades preventivas ou curativas.
Em março de 2018, as terapias florais foram inseridas na lista de práticas integrativas oferecidas pelo Sistema Único de Saúde como parte da Política Nacional de Práticas Integrativas e Complementares.